# Vioolconcert (Barber)
Het Vioolconcert, opus 14 van de Amerikaanse componist Samuel Barber is een werk in drie delen voor viool en orkest. Het werk werd geschreven in 1938/1939 en gepubliceerd in 1942. In 1949 werd een gereviseerde versie uitgebracht door de uitgever G. Schirmer, waarin enige passages omgeschreven waren.
Het concert bestaat uit drie delen:
1. Allegro
2. Andante
3. Presto in moto perpetuo

## Ontstaan
In 1939 kreeg Barber van de industrieel Samuel Fels uit Philadelphia opdracht een vioolconcert te schrijven voor de geadopteerde zoon van Fels, Iso Briselli, die in hetzelfde jaar afgestudeerd was aan het Curtis Institute of Music als Barber zelf (1934). Barber aanvaardde de betaling van Fels vooraf en toog naar Zwitserland om aan het concert te gaan werken. De eerste twee delen werden aan Briselli gepresenteerd, die weliswaar zeer enthousiast was en grote bewondering had voor de lyrische inslag van het concert, echter was Briselli nogal teleurgesteld over het technische niveau van deze delen, omdat het niet echt een virtuoos concert betrof. Ongeveer een jaar later leverde Barber deel 3 af, een briljant en technisch lastig perpetuum mobile. Briselli suggereerde dat dit deel niet paste bij de eerste twee (en vond het te moeilijk) en probeerde Barber over te halen om het concert verder uit te breiden en het een meer gedefinieerde vorm te geven. Barber weigerde. Op dat punt aangekomen vroeg Fels zijn geld terug. Barber antwoordde dat hij het geld al had uitgegeven op zijn componeerreis naar Zwitserland. Het werk werd zodoende niet door Briselli in première gebracht, hoewel Briselli het wel in privékring gespeeld heeft in latere jaren. Barber en Briselli bleven desondanks toch vrienden, hoewel er vele tegenstrijdige verhalen de ronde deden over hun onderlinge verhoudingen.
Herbert Baumel, een student van het Curtis Instituut, die door de stafpianist van die school op het werk werd geattendeerd, speelde het concert in de jaren 1939 en 1940 als solist bij het symfonieorkest van die school, onder leiding van Fritz Reiner. Deze uitvoeringen trokken op hun beurt de aandacht van Eugene Ormandy, die het stuk snel daarna plande voor een officiële première. Daarbij was Albert Spalding solist met het Philadelphia Orchestra in de Academy of Music in februari 1941. Enige dagen later was het stuk te horen in Carnegie Hall, en het werd al snel een standaard repertoirestuk voor vele violisten. Tegenwoordig is het vioolconcert van Barber een der meest gespeelde 20e-eeuwse vioolconcerten die op concertpodia te horen zijn.

## Het vioolconcert

#### Deel I:Allegro
Opvallend is dat de soloviool direct vanaf het begin van het concert het thema speelt. Er is geen orkestrale inleiding. In een verwijd tonaal idioom rond de toonsoort G-groot en in een vierkwartsmaat ontvouwt een expressief thema zich. Geleidelijk aan worden nieuwe ritmes gebruikt en wordt het stuk virtuozer. Na enige grote climaxen komt het stuk tot rust en eindigt verstild.

#### Deel II:Andante
Dit deel in E-groot opent met een rustige orkestrale inleiding in cis-klein die alras naar E-groot moduleert. Het is geschreven in een pastorale 6/4 maat. Na de lange inleiding start de viool met een serene en trage klimmende sequens op een lang liggend akkoord, om uit te monden in een 'piu mosso' gedeelte, waar het tempo wat hoger ligt. Uiteindelijk komt het stuk ook weer tot rust in de verstilling waarin het begon. Opvallend is dat in de vioolpartij geen extreem virtuoze passages aanwezig zijn, al vinden er een paar korte cadenzen plaats.

#### Deel III:Prestoin moto perpetuo( = in 'eeuwige beweging')
In groot contrast met de eerste twee delen opent het derde deel met een korte paukeninleiding van slechts twee 4/4 maten met triolen. De triolen zijn zo geschreven dat er in de vier tellen eigenlijk drie groepjes van 4 trioolnoten plaatsvinden (als een hemiool). Het paukenmotief wordt door de vioolsolo vanaf de derde maat overgenomen en er ontspint zich een tarantella-achtige dans, waarin de viool praktisch continu triolen blijft spelen, en waarin het orkest met ritmische akkoorden en afwisselingen de viool ondersteunt. Het stuk suggereert een eeuwigdurende beweging, en hoewel het geen minimal music is komt wel steeds het paukmotiefje van 4 nootjes terug in verschillende gedaanten. De violist wordt nauwelijks rust gegund, en moet tientallen maten achtereen doorspelen en heeft slechts twee periodes enige maten rust. De coda is kort, en voegt door middel van zestienden nog een extra schepje toe aan het toch al razendsnelle deel.

## Opnamen
Het concert is door vele violisten opgenomen, waaronder Joshua Bell, James Ehnes, Hilary Hahn, Itzhak Perlman, Gil Shaham en Isaac Stern. Een transcriptie van dit concert voor fluit en orkest werd door Jennifer Stinton opgenomen.